# UFC: Fight for the Troops 2
UFC: Fight for the Troops 2（ユーエフシー：ファイト・フォー・ザ・トゥループス・トゥー、別名UFC Fight Night 23）は、アメリカ合衆国の総合格闘技団体UFCの大会の一つ。2011年1月22日、テキサス州キリーンのフォート・フッドアメリカ陸軍基地で開催された。

## 大会概要
軍慰問大会として、2006年12月のUFC Fight Night: Sanchez vs. Riggsのミラマー海兵隊航空基地、2009年12月のUFC: Fight for the Troopsのクラウン・コロシアム以来1年1か月ぶり3度目の軍隊施設での開催となった。
メインイベントではエヴァン・ダナムとケニー・フロリアンの対戦が予定されていたが、フロリアンの負傷による欠場を受けてメルヴィン・ギラードが出場し、ギラードがTKO勝ち。試合後はライト級王座への挑戦をアピールした。
セミファイナルではマット・ミトリオンがティム・ヘイグにTKO勝ちし、試合後には2試合前の勝者パトリック・バリーとの対戦をアピールした。
1月1日のUFC 125で判定負けしたマイク・ブラウンがジョン・チャンソンの欠場を受けて約20日のインターバルで出場するも、ハニ・ヤヒーラに0-3の判定負けを喫した。
前修斗世界ウェルター級王者ヴィラミー・シケリムがUFCデビューを果たしたが、ウェイロン・ロウに0-3の判定負けを喫した。
プロデビュー以来12連勝中であったコーディ・マッケンジーは、イーブス・エドワーズにチョークスリーパーによる見込み一本負けでキャリア初黒星を喫した。

### 出場者変更
負傷などによる本大会の出場者変更は以下の通りである。
- ジョン・チャンソン→マイク・ブラウン（第4試合）
- ケニー・フロリアン→メルヴィン・ギラード（第11試合）
- マイク・スウィック vs. デビッド・ミッチェル（中止）

## 試合結果

### プレリミナリィカード
第1試合 バンタム級 5分3R
○  クリス・カリアソ vs.  ウィル・カンプザーノ ×
3R終了 判定3-0（29-28、29-28、29-28）
第2試合 ウェルター級 5分3R
○  チャーリー・ブレネマン vs.  アミウカウ・アウベス ×
3R終了 判定3-0（30-27、30-27、30-27）

### Facebook中継カード
第3試合 ライト級 5分3R
○  ウェイロン・ロウ vs.  ヴィラミー・シケリム ×
3R終了 判定3-0（29-28、29-28、29-28）
第4試合 フェザー級 5分3R
○  ハニ・ヤヒーラ vs.  マイク・ブラウン ×
3R終了 判定3-0（30-27、29-28、29-28）
第5試合 ウェルター級 5分3R
○  ダマルケス・ジョンソン vs.  マイク・ガイモン ×
1R 3:22 ボディシザース
第6試合 ライト級 5分3R
○  イーブス・エドワーズ vs.  コーディ・マッケンジー ×
2R 4:33 TKO（レフェリーストップ：チョークスリーパー）

### メインカード
第7試合 ライト級 5分3R
○  マット・ワイマン vs.  コール・ミラー ×
3R終了 判定3-0（29-28、30-27、30-27）
第8試合 ヘビー級 5分3R
○  パトリック・バリー vs.  ジョーイ・ベルトラン ×
3R終了 判定3-0（30-27、29-28、29-28）
第9試合 フェザー級 5分3R
○  マーク・ホーミニック vs.  ジョージ・ループ ×
1R 1:28 TKO（レフェリーストップ：左ストレート→パウンド）
第10試合 ヘビー級 5分3R
○  マット・ミトリオン vs.  ティム・ヘイグ ×
1R 2:59 TKO（レフェリーストップ：左ストレート→パウンド）
第11試合 ライト級 5分3R
○  メルヴィン・ギラード vs.  エヴァン・ダナム ×
1R 2:58 TKO（レフェリーストップ：膝蹴り）

### 各賞
ファイト・オブ・ザ・ナイト： イーブス・エドワーズ vs. コーディ・マッケンジー
ノックアウト・オブ・ザ・ナイト： メルヴィン・ギラード
サブミッション・オブ・ザ・ナイト： イーブス・エドワーズ
各選手にはボーナスとして30,000ドルが支給された。